# Sixten Strömbom
Sixten Georg Mauritz Strömbom (geboren am 24. Mai 1888 in Viby, Kreis Örebro; gestorben am 2. April 1983 in Oscars församling, Stockholm) war ein schwedischer Kunsthistoriker, Professor für Kunsthistorie und Kunsttheorie, sowie Kurator und Museumsdirektor.

## Leben
Strömbom war ein Sohn des Verkehrsinspektors Carl Fredrik Strömbom und dessen Frau Elin Laura (geborene Ehinger). Sein Vater arbeitete für die Statens Järnvägar (Staatseisenbahn) und beaufsichtigte den Bau der Strecke Vännäs–Umeå. Im Herbst 1896 zog die Familie nach Umeå um, wo der Vater nun die Position eines Bahnhofsinspektors bekleidete. Hier ging Strömbom zur Schule. Nach dem Schulabschluss schrieb er sich 1911 an der Universität Uppsala ein 1913 wurde er Lizenziat in Philosophie. Er absolvierte ein Studium der Kunstgeschichte bei Axel Romdahl an der Universität Göteborg und promovierte dort 1915 zum „Doktor der Philosophie“ mit einer Arbeit über Lorenz Pasch den Jüngeren, der als Porträtmaler des Königs Gustav gewirkt hatte. Parallel dazu unterstützte der Axel Nilsson beim Aufbau des Röhsska konstslöjd-Museums.

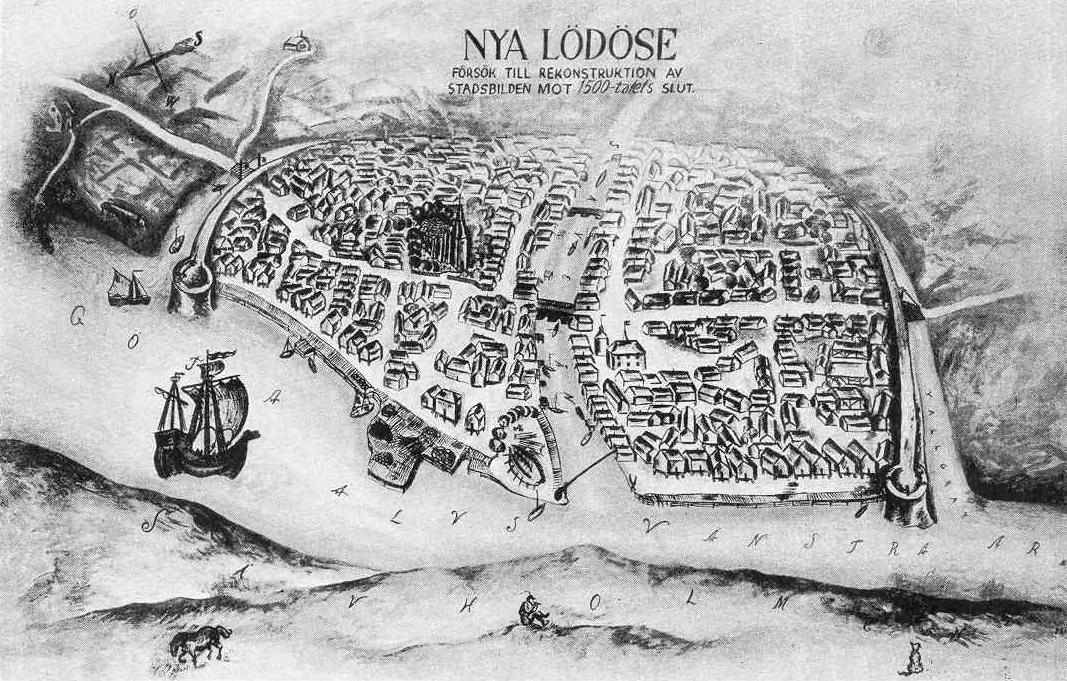
Rekonstruktion des Stadtbildes, Ende 16. Jahrhundert anhand der Ergebnisse der Ausgrabungen von Sixten Strömbom (Kreidemalerei, Per Källström)

In den Jahren 1915 bis 1918 leitete er die Ausgrabungen der Stadt Göteborg am Standort der ehemaligen Siedlung „Nya Lödöse“ in der Gemeinde Lödöse. Die Ergebnisse dieser Grabungen wurden 1924 in einem reich bebilderten Band veröffentlicht. 1916 wurde er als Amanuens (Sekretär) des Schwedischen Nationalmuseums und organisierte 1917 eine Ausstellung schwedischer Porträts und Kostüme aus dem Bestand.
Strömbom war seit 1915 korrespondierendes Mitglied der Société nationale des antiquaires de France. Er gründete in diesem Jahr ein Schwedisches Porträtarchiv und veröffentlichte 1935 bis 1942 einen dreibändigen Index der schwedischen Porträtkunst. Zudem gab er Kataloge der Porträtsammlungen der Schlösser Gripsholm und Ericsberg heraus. 1930 wurde auf seine Initiative hin die „Reichsvereinigung für Bildende Kunst“ schwedisch Riksförbundet för bildande konst ins Leben gerufen. Strömbom wurde 1949 zum Mitglied der Königlichen Wissenschafts- und Literaturgesellschaft in Göteborg schwedisch Kungliga Vetenskaps- och Vitterhetssamhället i Göteborg gewählt.
Von 1919 bis 1949 war er Kurator des Nationalmuseums und wirkte von 1919 bis 1944 als Direktor der Abteilung für Schlosssammlungen und -depots und anschließend bis 1949 als Direktor der Abteilung für Bildhauerei und Malerei. Strömbom wurde 1948 zum Professor für Kunstgeschichte und Kunsttheorie ernannt. Bis 1955 wirkte er als Dozent an der Universität Göteborg.

## Auszeichnungen (Auswahl)
- Kommandeur des Nordstjärneordens (KNO)
- Kommandeur des Wasaordens 2. Klasse (KVO)
- Kommandeur des Niederländischen Ordens von Oranien-Nassau (KNedONO)
- Offizier der Ehrenlegion (OffFrHL)
- Ritter des Dannebrogordens (RDDO)[2]

## Familie
Strömbom war zweimal verheiratet, hatte jedoch keine Kinder:
- am 2. September 1912 mit der Schriftstellerin Anna Margareta „Greta“ (geborene Holmgren; 17. Mai 1870 – 17. November 1961), Tochter des Professors Alarik Frithiof Holmgren und dessen Frau der Schriftstellerin Anna Margareta „Ann Margret“ (geborene Tersmeden). Die Ehe wurde 1923 wieder geschieden.
- am 10. November 1928 mit Maria Margareta „Greta“ (geborene Lindberg; 3. August 1886 – 9. Juli 1978), einer Tochter des Schauspielerpaares Johan August Lindberg und dessen Frau Augusta Wilhelmina (geborene Blomstedt).

## Schriften (Auswahl)
- Porträttmålaren Lorens Pasch d. y. Hans liv och konst. Stockholm 1915 (schwedisch, Dissertation).
- Studier på platsen för Nya Lödöse. 1924 (schwedisch).
- Iconographia Gustavi Adolphi. 1932 (schwedisch).
- Index över svenska porträtt 1500–1850 i Svenska Porträttarkivets samlingar. Band 1–3, 1935–1943 (schwedisch).
- Fem stora gustavianer. 1944 (schwedisch).
- Konstnärsförbundets historia. 1891–1920. Albert Bonnier, Stockholm 1945 (schwedisch).
- Konstnären Ragnar Ljungman. 1883–1907. Minnesteckning, Uddevalla, 1970 (schwedisch).

Artikel
- Röhsska konstslöjdmuseet i Göteborg. In: Ord och Bild. 27. Jahrgang, Wahlström & Widstrand, Stockholm 1918, S. 129–145 (schwedisch, runeberg.org).
- Christian Eriksson. In: Ord och Bild. 37. Jahrgang, Wahlström & Widstrand, Stockholm 1928, S. 657–672 (schwedisch, runeberg.org).
- Två svenska konstmonografier. In: Ord och Bild. 44. Jahrgang, P. A. Norstedt & Söner, Stockholm 1935, S. 440–448 (schwedisch, runeberg.org).
- Slutbragden. Till nittioårsminnet av Hugo Birgers födelse. In: Ord och Bild. 53. Jahrgang, P. A. Norstedt & Söner, Stockholm 1944, S. 337–352 (schwedisch, runeberg.org).